# Силва, Освалдо Родолфо да
Освалдо Родолфо да Силва (порт.-браз. Osvaldo Rodolpho da Silva; 5 апреля 1915, Сантус — 7 июля 1987, Сан-Паулу), более известный под именами Дино Паван (порт.-браз. Dino Pavão) и Дино (порт.-браз. Dino) — бразильский футболист, полузащитник. 

## Карьера
Дино начал карьеру в клубе «Португеза Сантиста». В 1940 году он перешёл в «Коринтианс», где составил три в полузащите клуба состоящее из него, Брандао и Жангу. В 1941 году они привели клуб к выигрышу чемпионата штата. В 1944 году Дино стал игроком «Васко да Гамы», и через год клуб выиграл титул чемпиона штата Рио-де-Жанейро. Затем он недолго играл за «Америку», после чего возвратился в «Коринтианс», где провёл два года. За этот клуб он провёл, в общей сложности, 172 игры (117 побед, 23 ничьи, 32 поражения) и забил 16 голов, по другим данным — 184 матча и 19 голов. Завершил карьеру Дино в клубе «Жабакуара» в 1950 году. Дино работал помощником Жуана Лима в «Коринтиансе», а после его увольнения недолго исполнял обязанности главного тренера.

## Международная статистика
| Матчи Дино за сборную Бразилии | Матчи Дино за сборную Бразилии | Матчи Дино за сборную Бразилии | Матчи Дино за сборную Бразилии | Матчи Дино за сборную Бразилии | Матчи Дино за сборную Бразилии | Матчи Дино за сборную Бразилии |
| ------------------------------ | ------------------------------ | ------------------------------ | ------------------------------ | ------------------------------ | ------------------------------ | ------------------------------ |
| №                              | Дата                           | Место проведения               | Оппонент                       | Счёт                           | Голы                           | Турнир                         |
| 1                              | 14 января 1942                 | Монтевидео                     | Чили                           | 6:1                            | —                              | Чемпионат Южной Америки        |
| 2                              | 17 января 1942                 | Монтевидео                     | Аргентина                      | 1:2                            | —                              | Чемпионат Южной Америки        |
| 3                              | 24 января 1942                 | Монтевидео                     | Уругвай                        | 0:2                            | —                              | Чемпионат Южной Америки        |
| 4                              | 5 февраля 1942                 | Монтевидео                     | Парагвай                       | 1:1                            | —                              | Чемпионат Южной Америки        |

## Достижения
- Чемпион штата Сан-Паулу: 1941
- Чемпион штата Рио-де-Жанейро: 1945